# Time and a Word
Time and a Word — музичний альбом гурту Yes. Виданий 1970 року лейблом Atlantic Records. Загальна тривалість композицій становить 40:06 на основній версії і 59:59 — на розширеній. Альбом відносять до напрямків прогресивний рок та симфонічний рок.

### Список пісень
1. No Opportunity Necessary, No Experience Needed — 4:48
2. Then — 5:46
3. Everydays — 6:08
4. Sweet Dreams — 3:50
5. The Prophet — 6:34
6. Clear Days — 2:06
7. Astral Traveller — 5:53
8. Time and a Word — 4:32

Додаткові записи розміщені на перевидання альбому 2003 року:
1. Dear Father — 4:14
2. No Opportunity Necessary, No Experience Needed — 4:46
3. Sweet Dreams — 4:20
4. The Prophet — 6:33